# Ngentrong (Karangan)
Ngentrong is een bestuurslaag in het regentschap Trenggalek van de provincie Oost-Java, Indonesië. Ngentrong telt 2783 inwoners (volkstelling 2010).